# Bac Beag
Bac Beag és una illa deshabitada de les Hèbrides Interiors, situada al nord-oest d'Escòcia. Forma part del conjunt de les Treshnish, situant-se al sud-oest de Lunga i la seva veïna Bac Mòr. És una illa d'origen volcànic.
A diferència de Bac Mòr, Bac Beag és una illa baixa i plana.
Bac Beag, com les altres illes de les Treshnish, s'inclou en una Zona d'especial protecció per a les aus, creada el 30 d'agost de 1994 gràcies a la seva vegetació formada de pastures i, sobretot, per la presència de nombroses aus marines que hi nidifiquen.

## Referències

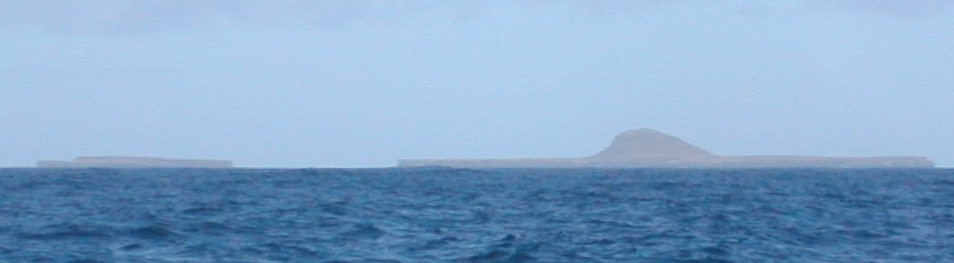
Vista de Bac Beag (a l'esquerra) i de Bac Mór (a la dreta)